# Sühnekreuz (Gernrode)

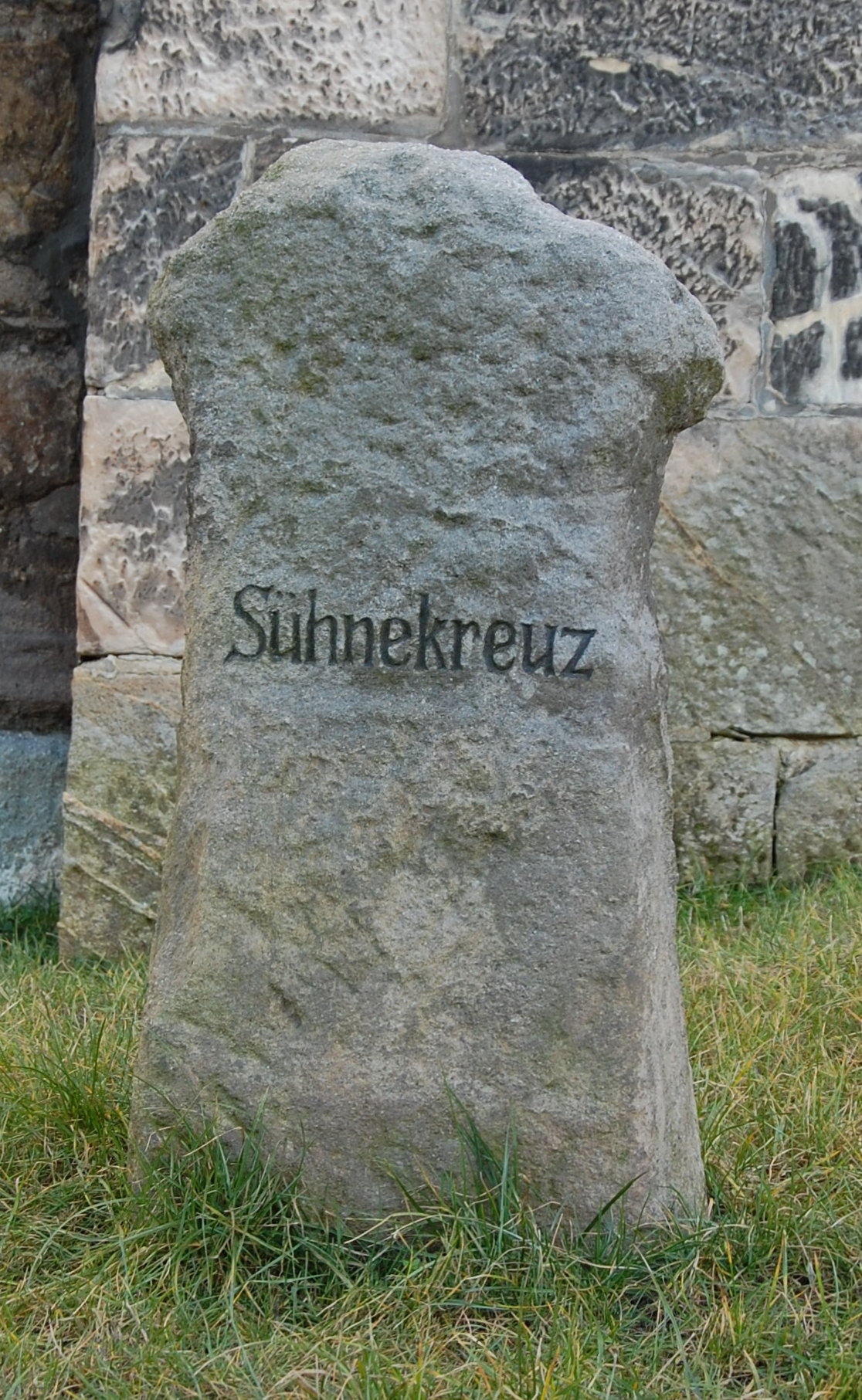
Sühnekreuz

Das Sühnekreuz ist ein denkmalgeschützter Stein in dem zur Stadt Quedlinburg in Sachsen-Anhalt gehörenden Ortsteil Stadt Gernrode. 

## Lage
Es befindet sich im südlichen Teil der Gernröder Altstadt am Schulplatz, westlich vor dem Turm der Sankt-Stephanus-Kirche und ist im örtlichen Denkmalverzeichnis als Sühnekreuz eingetragen.

## Gestaltung und Geschichte
Das steinerne Kreuz entstand im 15. Jahrhundert als Sühnemal für ein Verbrechen. Einer Sage nach soll es für den Mord an 30 Wendenfürsten durch Markgraf Gero aufgestellt worden sein. Das Kreuz ist jedoch deutlich jüngeren Datums.
Es war wohl als parallelkantiges lateinisches Kreuz gestaltet. Der Schaft ist sehr breit angelegt, weist jedoch Schäden auf. Auch Kopf und Arme des Kreuzes sind abgeschlagen oder stark verwittert, so dass die ehemalige Kreuzform nur noch zu erahnen ist. Es wird angenommen, dass die Schäden eher auf Beschädigungen als auf Verwitterung zurückzuführen sind. Die Form könnte ursprünglich dem in Ballenstedt befindlichen Kreuz Blauen Bullen entsprochen haben. In späterer Zeit wurde auf den Stein der Schriftzug Sühnekreuz aufgebracht.
Das Kreuz besteht aus Kreidesandstein und weist eine Höhe von 105 Zentimetern, bei einer Breite von 47 und einer Stärke von 30 Zentimetern auf. Am Rest des Kreuzarmes beträgt die Stärke nur 21 Zentimeter. An seinem Fuß hat es einen Querschnitt von 48 mal 30 Zentimetern.
Ursprünglich befand sich das Kreuz am oberen Kirchwege. Im letzten Drittel des 19. Jahrhunderts wurde es auf den Schäferberg versetzt. In den 1960er Jahren erfolgte dann eine Umsetzung an den heutigen Standort.